# Unione Calcio Sampdoria 2006-2007
Questa voce raccoglie le informazioni riguardanti l'Unione Calcio Sampdoria nelle competizioni ufficiali della stagione 2006-2007.

## Stagione
Nella stagione 2006-2007 la Sampdoria disputa il massimo campionato, raccoglie 49 punti con il nono posto, che le permette di disputare nella prossima stagione la Coppa Intertoto, un torneo europeo minore, ma che ammette chi lo vince, a poter accedere al secondo turno preliminare di Coppa UEFA. La squadra blucerchiata è affidata a Walter Novellino e disputa un campionato di mezza classifica. Raccoglie 24 punti nel girone di andata e 25 nel girone di ritorno. Più interessante il percorso nella Coppa Italia dove arriva a disputare le semifinali, costretta a cedere all'Inter il passaggio alla finale. Nei turni preliminari ha superato il Benevento, il Rimini ed il Bologna, poi negli Ottavi ha eliminato il Palermo, nei Quarti ha superato il Chievo. Miglior marcatore doriano di questa stagione è stato il campano Fabio Quagliarella, arrivato dall'Ascoli, autore di 14 reti, delle quali 1 in Coppa Italia e 13 in campionato.

## Organigramma societario
Area direttiva
- Presidente: Riccardo Garrone
- Vice presidente: Fabrizio Parodi
- Amministratore delegato: Giuseppe Marotta
- Direttore generale: Giuseppe Marotta

Consiglieri: Vittorio Garrone, Emanuele Repetto, Giorgio Vignolo, Monica Mondini
Area organizzativa
- Segretario generale: Umberto Marino
- Team manager: Giorgio Ajazzone

Area comunicazione
- Responsabile: Alberto Marangon
- Ufficio stampa: Matteo Gamba

Area marketing
- Ufficio marketing: Marco Caroli, Cristina Serra, Christian Monti

Area tecnica
- Coordinatore area tecnica: Salvatore Asmini
- Allenatore: Walter Novellino
- Allenatore in seconda: Giuseppe Degradi
- Collaboratore tecnico: Francesco Pedone
- Preparatori atletici: Prof. Roberto Sassi, Prof. Agostino Tibaudi
- Preparatore dei portieri: Rino Gandini

Area sanitaria
- Responsabile: Dott. Amedeo Baldari
- Medici sociali: Dott. Claudio Mazzola, Dott. Gian Edilio Solimei
- Fisioterapista: Marco Bertuzzi
- Massaggiatori: Marco Mantovani, Adamo Maglieri

## Rosa
| N. |                     | Ruolo | Calciatore           |
| -- | ------------------- | ----- | -------------------- |
|    | Italia (bandiera)   | P     | Gianluca Berti       |
|    | Italia (bandiera)   | P     | Luca Castellazzi     |
|    | Italia (bandiera)   | P     | Vincenzo Fiorillo    |
|    | Italia (bandiera)   | P     | Carlo Zotti          |
|    | Italia (bandiera)   | D     | Pietro Accardi       |
|    | Italia (bandiera)   | D     | Alessandro Bastrini  |
|    | Italia (bandiera)   | D     | Simone Ciancio       |
|    | Italia (bandiera)   | D     | Giulio Falcone       |
|    | Italia (bandiera)   | D     | Mirko Pieri          |
|    | Italia (bandiera)   | D     | Luigi Sala           |
|    | Italia (bandiera)   | D     | Christian Terlizzi   |
|    | Italia (bandiera)   | D     | Cristian Zenoni      |
|    | Svizzera (bandiera) | D     | Reto Ziegler         |
|    | Italia (bandiera)   | C     | Massimo Bonanni      |
|    | Italia (bandiera)   | C     | Bruno Fontes da Mota |
|    | Italia (bandiera)   | C     | Gennaro Delvecchio   |
|    | Italia (bandiera)   | C     | Daniele Franceschini |

| N. |                     | Ruolo | Calciatore         |
| -- | ------------------- | ----- | ------------------ |
|    | Libia (bandiera)    | C     | Al-Sa'adi Gheddafi |
|    | Ungheria (bandiera) | C     | Vladimir Koman     |
|    | Italia (bandiera)   | C     | Christian Maggio   |
|    | Italia (bandiera)   | C     | Gionata Mingozzi   |
|    | Italia (bandiera)   | C     | Angelo Palombo     |
|    | Italia (bandiera)   | C     | Andrea Parola      |
|    | Italia (bandiera)   | C     | Danilo Soddimo     |
|    | Italia (bandiera)   | C     | Sergio Volpi       |
|    | Italia (bandiera)   | A     | Pietro Arnulfo     |
|    | Italia (bandiera)   | A     | Fabio Bazzani      |
|    | Italia (bandiera)   | A     | Emiliano Bonazzoli |
|    | Italia (bandiera)   | A     | Francesco Flachi   |
|    | Italia (bandiera)   | A     | Salvatore Foti     |
|    | Uruguay (bandiera)  | A     | Rubén Olivera      |
|    | Italia (bandiera)   | A     | Fabio Quagliarella |
|    | Italia (bandiera)   | A     | Alessandro Romeo   |
|    | Italia (bandiera)   | A     | Christian Vieri    |

## Calciomercato
| Acquisti | Acquisti             | Acquisti   | Acquisti                                            |
| R.       | Nome                 | da         | Modalità                                            |
| -------- | -------------------- | ---------- | --------------------------------------------------- |
| D        | Pietro Accardi       | Palermo    | definitivo                                          |
| D        | Mirko Pieri          | Udinese    | definitivo                                          |
| D        | Christian Terlizzi   | Palermo    | definitivo                                          |
| C        | Andrea Parola        | Ascoli     | definitivo                                          |
| C        | Daniele Franceschini | Chievo.    | definitivo                                          |
| C        | Christian Maggio     | Fiorentina | prestito                                            |
| C        | Massimo Bonanni      | Palermo    | definitivo                                          |
| A        | Emiliano Bonazzoli   | Parma      | definitivo                                          |
| A        | Fabio Quagliarella   | Udinese    | comproprietà                                        |
| A        | Rubén Olivera        | Juventus   | prestito con diritto di riscatto della comproprietà |
| A        | Christian Vieri      | Monaco     | definitivo                                          |

| Cessioni | Cessioni            | Cessioni | Cessioni                |
| R.       | Nome                | a        | Modalità                |
| -------- | ------------------- | -------- | ----------------------- |
| P        | Francesco Antonioli | Bologna  | svincolato              |
| P        | Daniele Padelli     | Crotone  | prestito                |
| D        | Marcello Castellini | Bologna  | svincolato              |
| D        | Marco Pisano        | Palermo  | definitivo              |
| D        | Aimo Diana          | Palermo  | definitivo              |
| C        | Biagio Pagano       | Rimini   | definitivo              |
| C        | Mark Edusei         | Catania  | comproprietà            |
| C        | Gionata Mingozzi    | Lecce    | prestito                |
| C        | Massimo Bonanni     | Ascoli   | prestito                |
| A        | Vitali Kutuzov      | Parma    | definitivo              |
| A        | Corrado Colombo     | Brescia  | comproprietà            |
| A        | Salvatore Foti      | Vicenza  | prestito                |
| A        | Christian Vieri     | Atalanta | rescissione consensuale |

## Risultati

### Serie A

#### Girone di andata
| Arbitro: | Gava (Conegliano) |

|              |           |                              |
| Bonazzoli 9’ | Marcatori | 26’ Buscè 51’ (rig.) Saudati |

| Arbitro: | Tagliavento (Terni) |

|                    |           |                   |
| Bonanni 79’ (aut.) | Marcatori | 47’ (rig.) Flachi |

| Arbitro: | Bertini (Arezzo) |

|                                        |           |                                       |
| G. Delvecchio 44’ Volpi 67’ Flachi 77’ | Marcatori | 3’ Di Natale 16’ Iaquinta 42’ Asamoah |

| Arbitro: | Mazzoleni (Bergamo) |

|                   |           |                   |
| M. Delvecchio 15’ | Marcatori | 64’ G. Delvecchio |

| Arbitro: | Rizzoli (Bologna) |

|                                                     |           |                               |
| D. Franceschini 22’ G. Delvecchio 52’ Bonazzoli 66’ | Marcatori | 3’ Dessena 77’ (rig.) Contini |

| Arbitro: | Rosetti (Torino) |

|               |           |             |
| Bonazzoli 68’ | Marcatori | 83’ Kaladze |

| Arbitro: | Romeo (Verona) |

|                                          |           |                      |
| Doni 37’ (rig.), 83’ (rig.) Zampagna 88’ | Marcatori | 4’, 10’ Quagliarella |

| Arbitro: | Trefoloni (Siena) |

|                                   |           |  |
| Quagliarella 52’ Volpi 75’ (rig.) | Marcatori |  |

| Arbitro: | Pantana (Macerata) |

|           |           |  |
| Conti 45’ | Marcatori |  |

| Arbitro: | Saccani (Mantova) |

|                         |           |  |
| Corini 34’ Zaccardo 69’ | Marcatori |  |

| Arbitro: | Marelli (Como) |

|                                     |           |  |
| Bonazzoli 18’ Quagliarella 27’, 36’ | Marcatori |  |

| Arbitro: | Banti (Livorno) |

|                   |           |  |
| Rosina 79’ (rig.) | Marcatori |  |

| Arbitro: | Ayroldi (Molfetta) |

|                             |           |                                         |
| Volpi 14’ Flachi 92’ (rig.) | Marcatori | 13’, 73’ Totti 32’ Perrotta 43’ Panucci |

| Arbitro: | Morganti (Ascoli Piceno) |

|  |           |                                      |
|  | Marcatori | 20’ D. Franceschini 91’ Quagliarella |

| Genova 10 dicembre 2006, ore 15:00 15ª giornata | Sampdoria             | 0 – 0 referto | Siena | Stadio Luigi Ferraris\| Arbitro: \| Squillace (Catanzaro) \| |
| Arbitro:                                        | Squillace (Catanzaro) |               |       |                                                              |

| Arbitro: | Rosetti (Torino) |

|  |           |                  |
|  | Marcatori | 68’ Quagliarella |

| Arbitro: | Palanca (Roma) |

|                                                             |           |             |
| D. Franceschini 25’ Flachi 30’ (rig.) Quagliarella 47’, 57’ | Marcatori | 12’ Vigiani |

| Arbitro: | Mazzoleni (Bergamo) |

|                                         |           |                                 |
| Spinesi 6’, 45’ (rig.), 88’ Caserta 36’ | Marcatori | 22’ Palombo 40’ D. Franceschini |

| Genova 14 gennaio 2007, ore 15:00 19ª giornata | Sampdoria        | 0 – 0 referto | Fiorentina | Stadio Luigi Ferraris\| Arbitro: \| Paparesta (Bari) \| |
| Arbitro:                                       | Paparesta (Bari) |               |            |                                                         |

#### Girone di ritorno
| Arbitro: | Marelli (Como) |

|                                 |           |  |
| Saudati 55’ (rig.) Matteini 87’ | Marcatori |  |

| Arbitro: | Rizzoli (Bologna) |

|  |           |                            |
|  | Marcatori | 37’ Ibrahimović 75’ Maicon |

| Arbitro: | Damato (Barletta) |

|                     |           |  |
| Iaquinta 52’ (rig.) | Marcatori |  |

| Arbitro: | Bertini (Arezzo) |

|                                |           |  |
| Maggio 48’ D. Franceschini 75’ | Marcatori |  |

| Arbitro: | Brighi (Cesena) |

|  |           |                  |
|  | Marcatori | 57’ Quagliarella |

| Arbitro: | Ayroldi (Molfetta) |

|               |           |  |
| Ambrosini 89’ | Marcatori |  |

| Arbitro: | Orsato (Schio) |

|                              |           |            |
| Bazzani 70’ Volpi 83’ (rig.) | Marcatori | 9’ Ventola |

| Arbitro: | Girardi (San Donà di Piave) |

|            |           |  |
| Rocchi 22’ | Marcatori |  |

| Arbitro: | Banti (Livorno) |

|             |           |           |
| Palombo 39’ | Marcatori | 63’ Suazo |

| Arbitro: | Morganti (Ascoli Piceno) |

|                  |           |            |
| Quagliarella 56’ | Marcatori | 53’ Cavani |

| Arbitro: | Ayroldi (Molfetta) |

|            |           |                  |
| Brighi 33’ | Marcatori | 27’ Quagliarella |

| Arbitro: | Pantana (Macerata) |

|               |           |  |
| Bonazzoli 16’ | Marcatori |  |

| Arbitro: | Morganti (Ascoli Piceno) |

|                                           |           |  |
| Totti 22’, 66’ M. Ferrari 71’ Panucci 87’ | Marcatori |  |

| Arbitro: | Banti (Livorno) |

|                                                   |           |            |
| Ziegler 14’ D. Franceschini 82’ G. Delvecchio 89’ | Marcatori | 54’ Riganò |

| Arbitro: | Brighi (Cesena) |

|  |           |                              |
|  | Marcatori | 39’ Maggio 89’ G. Delvecchio |

| Genova 6 maggio 2007, ore 15:00 35ª giornata | Sampdoria          | 0 – 0 referto | Reggina | Stadio Luigi Ferraris\| Arbitro: \| Ayroldi (Molfetta) \| |
| Arbitro:                                     | Ayroldi (Molfetta) |               |         |                                                           |

| Arbitro: | Rizzoli (Bologna) |

|                  |           |  |
| A. Filippini 72’ | Marcatori |  |

| Arbitro: | Stefanini (Prato) |

|               |           |  |
| C. Zenoni 65’ | Marcatori |  |

| Arbitro: | Lops (Torino) |

|                                                        |           |                  |
| Mutu 5’ Montolivo 36’ Pazzini 48’ Reginaldo 73’, 90+2’ | Marcatori | 40’ Quagliarella |

### Coppa Italia

#### Fase Preliminare
| Arbitro: | Lops (Torino) |

|  |           |                                  |
|  | Marcatori | 85’ Bonazzoli 90+3’ Quagliarella |

| Arbitro: | Pantana (Macerata) |

|                 |           |                                 |
| Jeda 51’ (rig.) | Marcatori | 38’ Bonazzoli 87’ G. Delvecchio |

| Arbitro: | Rosetti (Torino) |

|                                 |           |                                         |
| Marazzina 28’ Meghni 70’ (rig.) | Marcatori | 2’, 44’ (rig.) Flachi 51’ G. Delvecchio |

#### Ottavi di finale
| Arbitro: | Rocchi (Firenze) |

|               |           |  |
| Bonazzoli 81’ | Marcatori |  |

| Arbitro: | Girardi (San Donà di Piave) |

|                       |           |                               |
| Guana 65’ Brienza 81’ | Marcatori | 14’, 56’ Flachi 34’ C. Zenoni |

#### Quarti di finale
| Arbitro: | Brighi (Cesena) |

|          |           |  |
| Sala 21’ | Marcatori |  |

| Arbitro: | Giannoccaro (Lecce) |

|               |           |                                 |
| Marcolini 44’ | Marcatori | 22’ Bonazzoli 88’ G. Delvecchio |

#### Semifinali
| Arbitro: | Tagliavento (Terni) |

|  |           |                             |
|  | Marcatori | 9’, 56’ Burdisso 24’ Crespo |

| Milano 1º febbraio 2007 Ritorno | Inter           | 0 – 0 | Sampdoria | Stadio Giuseppe Meazza\| Arbitro: \| Brighi (Cesena) \| |
| Arbitro:                        | Brighi (Cesena) |       |           |                                                         |

## Statistiche

### Statistiche di squadra
| Competizione | Punti | In casa | In casa | In casa | In casa | In casa | In casa | In trasferta | In trasferta | In trasferta | In trasferta | In trasferta | In trasferta | Totale | Totale | Totale | Totale | Totale | Totale | DR |
| Competizione | Punti | G       | V       | N       | P       | Gf      | Gs      | G            | V            | N            | P            | Gf           | Gs           | G      | V      | N      | P      | Gf     | Gs     | DR |
| ------------ | ----- | ------- | ------- | ------- | ------- | ------- | ------- | ------------ | ------------ | ------------ | ------------ | ------------ | ------------ | ------ | ------ | ------ | ------ | ------ | ------ | -- |
| Serie A      | 49    | 19      | 9       | 7       | 3       | 30      | 19      | 19           | 4            | 3            | 12           | 14           | 29           | 38     | 13     | 10     | 15     | 44     | 48     | -4 |
| Coppa Italia | -     | 3       | 2       | 0       | 1       | 2       | 3       | 6            | 5            | 1            | 0            | 12           | 6            | 9      | 7      | 1      | 1      | 14     | 9      | +5 |
| Totale       | -     | 22      | 11      | 7       | 4       | 32      | 22      | 25           | 9            | 4            | 12           | 26           | 35           | 47     | 20     | 11     | 16     | 58     | 57     | +1 |

### Andamento in campionato
| Giornata  | 1  | 2  | 3  | 4  | 5  | 6  | 7  | 8 | 9  | 10 | 11 | 12 | 13 | 14 | 15 | 16 | 17 | 18 | 19 | 20 | 21 | 22 | 23 | 24 | 25 | 26 | 27 | 28 | 29 | 30 | 31 | 32 | 33 | 34 | 35 | 36 | 37 | 38 |
| --------- | -- | -- | -- | -- | -- | -- | -- | - | -- | -- | -- | -- | -- | -- | -- | -- | -- | -- | -- | -- | -- | -- | -- | -- | -- | -- | -- | -- | -- | -- | -- | -- | -- | -- | -- | -- | -- | -- |
| Luogo     | C  | T  | C  | T  | C  | C  | T  | C | T  | T  | C  | T  | C  | T  | C  | T  | C  | T  | C  | T  | C  | T  | C  | T  | T  | C  | T  | C  | C  | T  | C  | T  | C  | T  | C  | T  | C  | T  |
| Risultato | P  | N  | N  | N  | V  | N  | P  | V | P  | P  | V  | P  | P  | V  | N  | V  | V  | P  | N  | P  | P  | P  | V  | V  | P  | V  | P  | N  | N  | N  | V  | P  | V  | V  | N  | P  | V  | P  |
| Posizione | 12 | 12 | 11 | 12 | 10 | 11 | 12 | 8 | 10 | 12 | 10 | 13 | 14 | 12 | 11 | 9  | 5  | 6  | 8  | 10 | 10 | 12 | 11 | 10 | 11 | 8  | 9  | 9  | 9  | 9  | 8  | 10 | 10 | 8  | 9  | 9  | 9  | 9  |

Legenda:

Luogo: C = Casa; T = Trasferta. Risultato: V = Vittoria; N = Pareggio; P = Sconfitta.

### Statistiche dei giocatori
| Giocatore       | Serie A  | Serie A | Serie A     | Serie A    | Coppa Italia | Coppa Italia | Coppa Italia | Coppa Italia | Totale   | Totale | Totale      | Totale     |
| Giocatore       | Presenze | Reti    | Ammonizioni | Espulsioni | Presenze     | Reti         | Ammonizioni  | Espulsioni   | Presenze | Reti   | Ammonizioni | Espulsioni |
| --------------- | -------- | ------- | ----------- | ---------- | ------------ | ------------ | ------------ | ------------ | -------- | ------ | ----------- | ---------- |
| P. Accardi      | 27       | 0       | 9           | 0          | 5            | 0            | 0            | 0            | 32       | 0      | 9           | 0          |
| P. Arnulfo      | 1        | 0       | 0           | 0          | 0            | 0            | 0            | 0            | 1        | 0      | 0           | 0          |
| A. Bastrini     | 6        | 0       | 0           | 0          | 2            | 0            | 0            | 0            | 8        | 0      | 0           | 0          |
| F. Bazzani      | 21       | 1       | 2           | 0          | 5            | 0            | 0            | 0            | 26       | 1      | 2           | 0          |
| G. Berti        | 11       | 0       | 2           | 0          | 1            | 0            | 0            | 0            | 12       | 0      | 2           | 0          |
| M. Bonanni      | 7        | 0       | 1           | 0          | 4            | 0            | 0            | 0            | 11       | 0      | 1           | 0          |
| E. Bonazzoli    | 27       | 5       | 5           | 0          | 8            | 4            | 1            | 0            | 35       | 9      | 6           | 0          |
| L. Castellazzi  | 26       | 0       | 2           | 0          | 7            | 0            | 1            | 0            | 33       | 0      | 3           | 0          |
| B. da Mota      | 1        | 0       | 0           | 0          | 3            | 0            | 0            | 0            | 4        | 0      | 0           | 0          |
| G. Delvecchio   | 31       | 5       | 9           | 2          | 7            | 2            | 2            | 0            | 38       | 7      | 11          | 2          |
| G. Falcone      | 32       | 0       | 6           | 3          | 5            | 0            | 0            | 1            | 37       | 0      | 6           | 4          |
| G. Ferrari      | 0        | 0       | 0           | 0          | 1            | 0            | 0            | 0            | 1        | 0      | 0           | 0          |
| F. Flachi       | 13       | 4       | 0           | 0          | 4            | 4            | 1            | 0            | 17       | 8      | 1           | 0          |
| D. Franceschini | 36       | 6       | 2           | 0          | 8            | 0            | 2            | 0            | 44       | 6      | 4           | 0          |
| V. Koman        | 4        | 0       | 0           | 0          | 0            | 0            | 0            | 0            | 4        | 0      | 0           | 0          |
| C. Maggio       | 31       | 2       | 2           | 0          | 6            | 0            | 1            | 1            | 37       | 2      | 3           | 1          |
| R. Olivera      | 20       | 0       | 4           | 1          | 5            | 0            | 2            | 2            | 25       | 0      | 6           | 3          |
| A. Palombo      | 36       | 2       | 1           | 0          | 7            | 0            | 1            | 0            | 43       | 2      | 2           | 0          |
| A. Parola       | 21       | 0       | 5           | 0          | 5            | 0            | 2            | 0            | 26       | 0      | 7           | 0          |
| M. Pieri        | 24       | 0       | 2           | 0          | 9            | 0            | 0            | 0            | 33       | 0      | 2           | 0          |
| F. Quagliarella | 35       | 13      | 8           | 0          | 7            | 1            | 0            | 0            | 42       | 14     | 8           | 0          |
| A. Romeo        | 4        | 0       | 1           | 0          | 0            | 0            | 0            | 0            | 4        | 0      | 1           | 0          |
| L. Sala         | 24       | 0       | 7           | 0          | 8            | 1            | 2            | 0            | 32       | 1      | 9           | 0          |
| D. Soddimo      | 2        | 0       | 0           | 0          | 1            | 0            | 0            | 0            | 3        | 0      | 0           | 0          |
| C. Terlizzi     | 4        | 0       | 1           | 1          | 2            | 0            | 2            | 0            | 6        | 0      | 3           | 1          |
| S. Volpi        | 30       | 4       | 8           | 0          | 5            | 0            | 0            | 0            | 35       | 4      | 8           | 0          |
| C. Zenoni       | 35       | 1       | 9           | 0          | 8            | 2            | 2            | 0            | 43       | 3      | 11          | 0          |
| R. Ziegler      | 15       | 1       | 1           | 0          | 0            | 0            | 0            | 0            | 15       | 1      | 1           | 0          |
| I. Zivanovic    | 0        | 0       | 0           | 0          | 1            | 0            | 0            | 0            | 1        | 0      | 0           | 0          |
| C. Zotti        | 1        | 0       | 0           | 0          | 2            | 0            | 0            | 0            | 3        | 0      | 0           | 0          |